# Zeke Nnaji
Ezekiel Tobechukwu Nnaji, detto Zeke (Hopkins, 9 gennaio 2001), è un cestista statunitense.

## Carriera

### High school
Nnaji ha iniziato a giocare a basket al liceo per la Lakeville North High School di Lakeville, Minnesota, prima di trasferirsi alla Hopkins High School di Minnetonka, Minnesota. Da senior, ha registrato una media di 24,1 punti e 9,4 rimbalzi a partita e ha portato Hopkins al titolo di stato del Minnesota. Ha giocato per il club D1 Minnesota sponsorizzato da Adidas insieme a Matthew Hurt. Nnaji è stato invitato al gioco Iverson Classic. Nnaji è stato classificato al 22º posto nella sua classe e una recluta a cinque stelle da Rivals, ma è stato considerato una recluta a quattro stelle dalla maggior parte degli altri servizi di reclutamento. Alla fine della stagione ha deciso di giocare a basket universitario per l'Arizona rispetto alle offerte di Kansas, Kentucky, North Carolina e UCLA.

### College
Il 6 novembre 2019, Nnaji ha fatto il suo debutto al college, segnando 20 punti in 21 minuti per aiutare l'Arizona a sconfiggere North Arizona, 91-52. Cinque giorni dopo, è stato nominato matricola della settimana della Pac-12. Nnaji vinse lo stesso premio la settimana successiva, segnando 26 punti e 11 rimbalzi nella vittoria per 87-39 su San Jose State. È diventato il primo giocatore dell'Arizona a segnare 20 punti e collezionare 10 rimbalzi nelle sue prime tre partite da quando Brandon Ashley lo ha fatto contro Long Beach State nella stagione 2012-13. Al termine della stagione regolare, Nnaji è stato nominato nella prima squadra All-Pac-12 e Pac-12 Freshman of the Year. Nnaji ha segnato una media di 16,1 punti a partita con il 57% dal campo e ha ottenuto 8,6 rimbalzi a partita come matricola. Dopo la stagione, ha dichiarato la sua eleggibilità per il Draft NBA 2020.

### NBA

#### Denver Nuggets (2020-)
Il 18 novembre 2020, al Draft NBA 2020, viene chiamato con la 22ª scelta assoluta dai Houston Rockets. Verrà in seguito scambiato ai Denver Nuggets.

## Statistiche
| † | Denota una stagione in cui ha vinto il titolo |

### NCAA
| Anno      | Squadra          | PG | PT | MP   | TC%  | 3P%  | TL%  | RP  | AP  | PRP | SP  | PP   |
| --------- | ---------------- | -- | -- | ---- | ---- | ---- | ---- | --- | --- | --- | --- | ---- |
| 2019-2020 | Arizona Wildcats | 32 | 32 | 30,7 | 57,0 | 29,4 | 76,0 | 8,6 | 0,8 | 0,7 | 0,9 | 16,1 |
| Carriera  | Carriera         | 32 | 32 | 30,7 | 57,0 | 29,4 | 76,0 | 8,6 | 0,8 | 0,7 | 0,9 | 16,1 |

#### Massimi in carriera
- Massimo di punti: 26 vs San Jose State (14 novembre 2019)[1]
- Massimo di rimbalzi: 17 vs Gonzaga (14 dicembre 2019)
- Massimo di assist: 3 vs Pennsylvania (29 novembre 2019)
- Massimo di palle rubate: 2 (4 volte)
- Massimo di stoppate: 2 (10 volte)
- Massimo di minuti giocati: 39 vs Oregon (9 gennaio 2020)

### NBA

#### Regular Season
| Anno       | Squadra        | PG  | PT | MP   | TC%  | 3P%  | TL%  | RP  | AP  | PRP | SP  | PP  |
| ---------- | -------------- | --- | -- | ---- | ---- | ---- | ---- | --- | --- | --- | --- | --- |
| 2020-2021  | Denver Nuggets | 42  | 1  | 9,5  | 48,1 | 40,7 | 80,0 | 1,5 | 0,2 | 0,2 | 0,1 | 3,2 |
| 2021-2022  | Denver Nuggets | 41  | 1  | 17,0 | 51,6 | 46,3 | 63,1 | 3,6 | 0,4 | 0,4 | 0,3 | 6,6 |
| 2022-2023† | Denver Nuggets | 53  | 5  | 13,7 | 56,1 | 26,2 | 64,5 | 2,6 | 0,3 | 0,3 | 0,4 | 5,2 |
| 2023-2024  | Denver Nuggets | 58  | 0  | 9,9  | 46,3 | 26,1 | 67,7 | 2,2 | 0,6 | 0,3 | 0,7 | 3,2 |
| 2024-2025  | Denver Nuggets | 57  | 4  | 10,7 | 49,6 | 32,7 | 61,4 | 1,6 | 0,4 | 0,4 | 0,7 | 3,2 |
| Carriera   | Carriera       | 251 | 11 | 12,0 | 50,9 | 36,2 | 65,3 | 2,3 | 0,4 | 0,3 | 0,5 | 4,2 |

#### Play-off
| Anno     | Squadra        | PG | PT | MP  | TC%  | 3P%  | TL%  | RP  | AP  | PRP | SP  | PP  |
| -------- | -------------- | -- | -- | --- | ---- | ---- | ---- | --- | --- | --- | --- | --- |
| 2021     | Denver Nuggets | 5  | 0  | 3,6 | 50,0 | 42,9 | 50,0 | 0,4 | 0,4 | 0,2 | 0,0 | 2,4 |
| 2022     | Denver Nuggets | 2  | 0  | 4,5 | 100  | 100  | -    | 0,0 | 0,0 | 0,0 | 0,0 | 1,5 |
| 2023†    | Denver Nuggets | 5  | 0  | 2,4 | 50,0 | 33,3 | -    | 0,4 | 0,0 | 0,2 | 0,0 | 1,0 |
| 2024     | Denver Nuggets | 3  | 0  | 4,7 | 66,7 | -    | 50,0 | 0,7 | 0,0 | 0,0 | 0,3 | 1,7 |
| 2025     | Denver Nuggets | 6  | 0  | 5,7 | 12,5 | 16,7 | 57,1 | 1,2 | 0,3 | 0,2 | 0,3 | 1,2 |
| Carriera | Carriera       | 21 | 0  | 4,1 | 41,7 | 35,3 | 54,5 | 0,6 | 0,2 | 0,1 | 0,1 | 1,5 |

#### Massimi in carriera
- Massimo di punti: 21 vs New York Knicks (4 dicembre 2021)[2]
- Massimo di rimbalzi: 11 vs Los Angeles Lakers (15 gennaio 2022)
- Massimo di assist: 3 vs Sacramento Kings (9 febbraio 2024)
- Massimo di palle rubate: 4 vs Sacramento Kings (9 marzo 2022)
- Massimo di stoppate: 4 vs Washington Wizards (22 febbraio 2024)
- Massimo di minuti giocati: 34 vs New York Knicks (4 dicembre 2021)

## Palmarès

### Squadra
- Campionato NBA: 1

Denver Nuggets: 2023

### Individuale
- All-Pac 12 First Team
- All-Pac 12 All-Freshman Team
- Pac-12 Freshman of The Year